# L'Homme à la Jaguar rouge
Pour plus de détails, voir Fiche technique et Distribution.
L'Homme à la Jaguar rouge (titre original : Der Tod im roten Jaguar, littéralement « La Mort en Jaguar rouge ») est un film italo-allemand réalisé par Harald Reinl, sorti en 1968.
Il s'agit du septième film de la série Jerry Cotton.

## Synopsis
Une organisation envoie des tueurs à gage partout dans les États-Unis. Après la mort d'Ann Gordon et de sa jeune fille Jane, Jerry Cotton s'envole pour San Francisco, où la plupart de ces assassinats ont été commis.
Avec le détective privé Sam Parker, il enquête sur l'entourage de la victime, son mari Francis et son comptable Peter Carp, assassiné par l'organisation. Au dernier moment, Jerry empêche l'assassinat de la femme de Carp Linda. L'interrogatoire d'un tueur à gage ne peut avoir lieu car un membre de l'organisation lui tire dessus. L'enquête sur Linda Carp amène à suspecter le neurologue Dr Saunders.
Jerry Cotton va jouer l'appât pour être la prochaine cible du Dr Saunders. Mais auparavant, avec Ria Payne, il écarte l'assistante de Saunders. Lorsque la tentative d'assassinat échoue, ils se retournent contre les tueurs à gage et retrouvent leur chef.

## Fiche technique
- Titre : L'Homme à la Jaguar rouge
- Titre original : Der Tod im roten Jaguar (allemand), La morte in jaguar rossa (italien)
- Réalisation : Harald Reinl, assisté de Charles Wakefield
- Scénario : Alex Berg d'après le roman de Henry Treece (en)[1]
- Musique : Peter Thomas
- Direction artistique : Ernst H. Albrecht
- Costumes : Irms Pauli
- Photographie : Franz Xaver Lederle (de)
- Son : Igor Holm
- Montage : Hermann Haller
- Production : Heinz Willeg (de)
- Sociétés de production : Constantin Film, Allianz Filmproduktion, Cinematografica Associati
- Société de distribution : Constantin Film
- Pays de production :  Allemagne de l'Ouest,  Italie
- Langue : allemand
- Format : Couleurs - 1,66:1 - Mono - 35 mm
- Genre : Policier
- Durée : 91 minutes
- Dates de sortie :
  - Allemagne de l'Ouest : 15 août 1968.
  - Italie : 4 décembre 1969.
  - France : 30 janvier 1970[2].

## Distribution
- George Nader : Jerry Cotton
- Heinz Weiss : Phil Decker
- Herbert Stass (de) : Sam Parker
- Grit Boettcher : Linda Carp
- Kurt Jaggberg (de) : Peter Carp
- Gert Haucke : Kit Davis
- Carl Lange : Dr. Saunders
- Daniela Surina : Ria Payne
- Giuliano Raffaelli : Francis Gordon
- Friedrich Schütter (de) : Mr. Clark
- Karin Schroeder : Ann Gordon
- Britt Lindberg : Eve Cunnings
- Giorgio Benito Bogino : Bruce Baxter
- Harry Riebauer : Steve Dilaggio
- Susanne Hsiao (de) : l'assistante de Saunders
- Hans Epskamp (de) : Henry Jackson
- Ilse Steppat : Mrs. Cunnings
- Manuela Schmitz : Jane Gordon

## Autour du film
Le film est tourné du 4 mars au 30 avril 1968 dans les studios de l'UFA à Berlin-Ouest. Des plans extérieurs ont été faits dans l'Usine de turbines AEG, dans des quartiers de Berlin-Ouest, près de Stadtallendorf et dans la carrière de basalte à Homberg.

## Source de traduction
- (de) Cet article est partiellement ou en totalité issu de l’article de Wikipédia en allemand intitulé « Der Tod im roten Jaguar » (voir la liste des auteurs).